# Mike Krzyzewski
Mike Krzyzewski, přezdívaný Coach K (* 13. února 1947, Chicago, USA) je bývalý americký univerzitní basketbalový trenér. V letech 1980 až 2022 trénoval univerzitní tým Duke. S basketbalisty Duke pětkrát zvítězil v univerzitní soutěž NCAA, v níž stál u rekordních 1170 vítězných zápasů.
Ačkoli dostal Krzyzewski během své kariéry nabídky na trénování v NBA, například od týmů Boston Celtics, Portland Trail Blazers, Philadelphia 76ers, Los Angeles Lakers nebo Minnesota Timberwolves, nikdy je neuvyžil.
Krzyzewski byl dvakrát uveden do basketbalové Síně slávy. V roce 2001 za své trenérské úspěchy a v roce 2010 jako člen amerického Dream Teamu, se kterým vyhrál olympijské turnaje v letech 2008, 2012 a 2016. Na světových šampionátech jeho tým zvítězil v letech 2010 a 2014.